# Fernando Morgado
Fernando Morgado Duarte (Rio de Janeiro, 02 de junho de 1987) é um escritor, empresário e professor universitário luso-brasileiro.
É autor do best-seller Silvio Santos – A Trajetória do Mito (2017), além de outros livros publicados no Brasil e no exterior, como Blota Jr. – A Elegância no Ar (2015), Cómo Hacer Presentaciones Exitosas (2017) e Comunicadores S.A. (2019).

## Carreira
Mestre em Gestão da Economia Criativa e especialista em Gestão Empresarial e Marketing, Fernando começou a carreira aos 17 anos, quando ingressou na graduação em Design com Habilitação em Comunicação Visual e Ênfase em Marketing da Escola Superior de Propaganda e Marketing (ESPM-Rio).
Três anos depois, em 2008, foi convidado por André Stolarski para ingressar na agência Tecnopop. Lá, Fernando teve a oportunidade de criar o slogan “Bota Amizade Nisso!” para a Rádio Globo, juntamente com Stolarski e o publicitário Luiz Vieira. Esse slogan permaneceu no ar durante mais de cinco anos. Além do branding da Rádio Globo, também atuou em projetos para BHFM, CBN e Shopping Rio Sul.
Em 2010, após sair da Tecnopop, foi contratado pelo Sistema Globo de Rádio, onde trabalhou na área de inteligência de mercado e no planejamento estratégico, além de ter integrado o Comitê de Programação da Rádio Globo.
Em 2009, tornou-se professor convidado da ESPM-Rio e, em 2010, foi professor da Escola de Rádio. Em 2015, lançou seu primeiro livro biográfico: Blota Jr. – A Elegância no Ar, que teve o prefácio escrito por Faustão. No ano seguinte, entrou para o quadro de professores das Faculdades Integradas Hélio Alonso (FACHA), no Rio de Janeiro, lecionando disciplinas ligadas ao audiovisual na graduação e pós-graduação.
Como articulista, tem textos publicados em veículos de quase dez países, como O Globo e UOL (Brasil), La Capital de Mar del Plata e FOROALFA (Argentina), Espalha-Factos (Portugal) e Vatican News (Vaticano). Também foi comentarista da Rádio MEC, no quadro “O rádio faz história”, do programa Todas as Vozes.
Na Universidade Federal do Rio Grande do Sul (UFRGS), foi coordenador adjunto do Núcleo de Estudos de Rádio (NER).

## Silvio Santos - A Trajetória do Mito

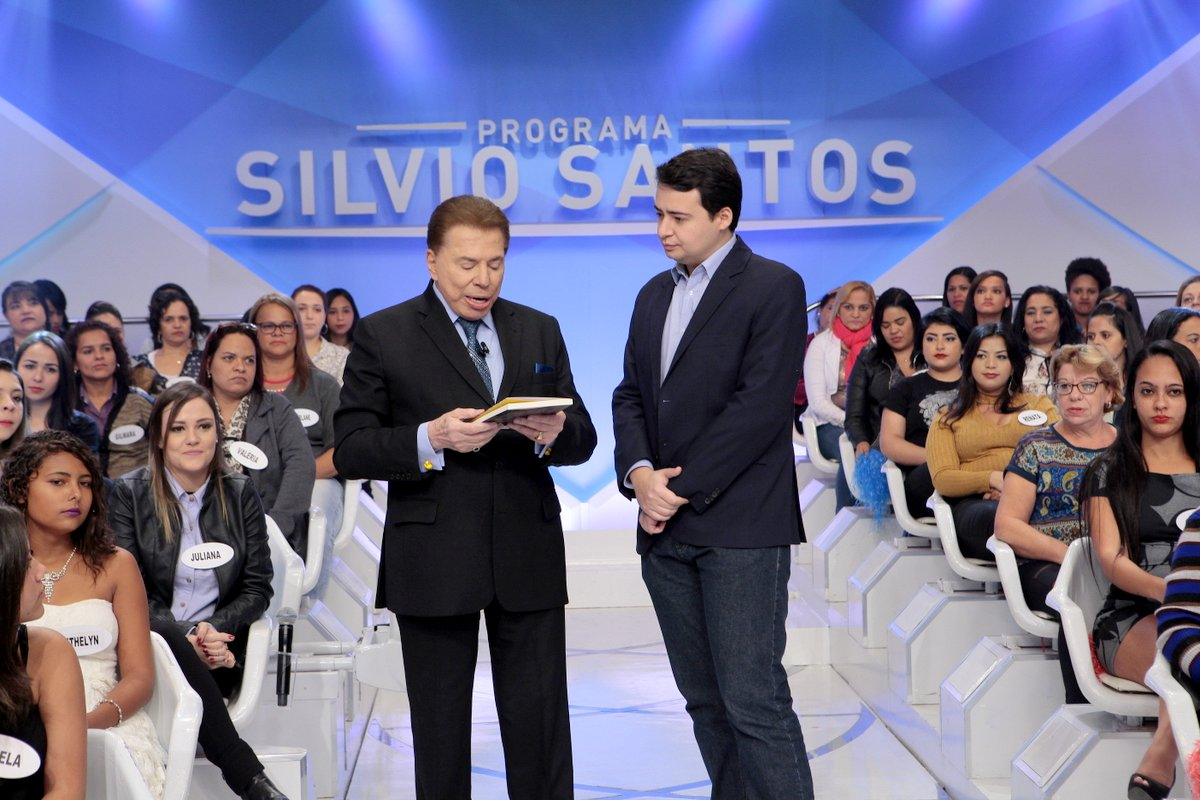
Silvio Santos recebe Fernando Morgado em seu programa no SBT (2017). Foto por Lourival Ribeiro (SBT).

Fernando acompanhou a carreira do empresário e apresentador Silvio Santos desde muito jovem e decidiu organizar todas as informações que colheu sobre ele em uma obra biográfica.
Lançado em abril de 2017, Silvio Santos – A Trajetória do Mito está na quinta edição e, no ano de seu lançamento, entrou na lista da revista Veja de livros mais vendidos.
Tese defendida em 2020 pelo Prof. Dr. Tiago Ramos e Mattos (PUC-SP) concluiu que, com Silvio Santos – A Trajetória do Mito, Fernando Morgado inaugurou um novo gênero na literatura: a biografia-reportagem.